# Jakob Ammann
Jakob Ammann (tudi Jacob Ammann), anabaptistični verski voditelj in ustanovitelj verskega gibanja Amišev, * 12. februar 1644, Erlenbach im Simmental, † 1712-1730, Zellwiller.
Rojen leta 1644 v švicarskem mestu Erlenbach im Simmental, se je kmalu odselil v francosko provinco Alzacija, kjer se je pridružil gibanju nasprotnikov obveznega služenja vojaškega roka. Domneva se, da je bil voditelj omenjenega gibanja.